# ادموند رومن اورلیک
ادموند رومن اورلیک (لهستانی: Edmund Roman Orlik) (۲۶ ژانویهٔ ۱۹۱۸ – ۸ آوریل ۱۹۸۲) یک معمار و فرمانده تانک لهستانی بود. هنگام تهاجم آلمان به لهستان او ادعا کرد که تعدادی زره‌پوش آلمانی از جمله یک پنزر ۴ که جدیدترین تانک آلمانی آن ایام بود را با تانکت تی‌کی‌اس خود که مسلح به توپ خودکار ۲۰ میلی‌متری بوده نابود نموده‌است.

## سال‌های نخستین زندگی
اورلیک در ۲۶ ژانویه ۱۹۱۸ میلادی به دنیا آمد. او پس از پایان تحصیلات دبیرستان به صورت داوطلب به ارتش پیوست و سال ۱۹۳۷ آموزش رسته زرهی دید. سپس به تحصیل معماری در دانشگاه صنعتی ورشو پرداخت.

## جنگ جهانی دوم
با آغاز تهاجم آلمان به لهستان ادموند به خدمت فراخوانده شد و در یگان ۷۱ زرهی حضور داشت. در ۱۸ سپتامبر ۱۹۳۹ میلادی او با تی‌کی‌اس خود در نبرد نزدیکی‌های جنگل کامپینوسکا حضور داشت و توانست دو پنتسر ۳۵(تی) و یک پنزر ۴ را نابود کند.
یکی از نفرات آلمانی کشته شده در این درگیری که در پنزر ۴ حاضر بود شاهزاده آلمانی دوک‌نشین راتیبور بود. این که تمامی تانک‌های آلمانی نابود شده در این نبرد به دست ادموند اورلیک از میان رفته‌اند یا دیگر تانکت‌های لهستانی هم در آن مشارکت داشتند همواره محل بحث و اختلاف‌نظر است.
روز بعد اورلیک به همراه واحدش در نبرد شیراکوف توانستند واحدهای آلمانی را پس بزنند. مدتی بعد آلمانی‌ها با تعدادی زره‌پوش ضدحمله خود را آغاز نمودند که ادموند ادعا دارد در این نبرد ۷ زره‌پوش آلمانی را با تانکت خود نابود کرده‌است. همچنین در این نبرد ۲۰ زره‌پوش آلمانی با آتش توپخانه لهستانی‌ها از میان رفتند.
اورلیک به همراه واحدش در نبرد ورشو (۱۹۳۹) شرکت داشت و در دوران اشغال کشورش جزوی از ارتش میهنی بود.

## پس از جنگ
با پایان جنگ جهانی دوم اورلیک تحصیلات خود در معماری را ادامه داده و به عنوان معمار در ووچ مشغول شد. او یکی از مشهورترین معماران شهر خویش در دوران جمهوری خلق لهستان بود و بناهای گوناگونی مانند کتابخانه دانشگاه ووچ، خوابگاه دانشجویان خارجی (معروف به برج بابل) و دانشکده زبان‌های خارجی را طراحی کرده‌است. اورلیک تحصیلات خود در معماری را در دانشگاه دانش و فناوری وروتسواف به پایان رساند تا آنکه ۸ آوریل ۱۹۸۲ در یک تصادف رانندگی فوت کرد.

## در فرهنگ مردم
اورلیک برنده نشان صلیب شجاعت (لهستان) بود و در بازی ویدیویی دنیای تانک‌ها اگر با یک تانک سبک بیشتر از دو تانک دشمن که از شما سنگین‌تر هستند را نابود کنید نشان اورلیک به شما داده می‌شود.